# Marijan Lipovšek

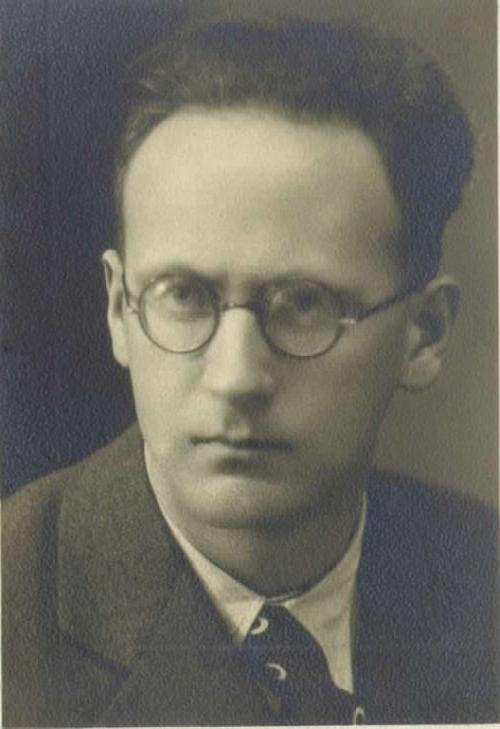
Marijan Lipovšek 1938

Marijan Lipovšek (* 26. Januar 1910 in Ljubljana, Österreich-Ungarn; † 25. Dezember 1995 in Ljubljana, Slowenien) war ein slowenischer Komponist.
Lipovšek war Meisterschüler von Josef Suk am Prager Konservatorium. Seit 1933 unterrichtete er an der Musikakademie Ljubljana, wo er 1947 Professor und 1965 Rektor wurde. Von 1956 bis 1965 leitete er die Philharmonie der Stadt. 
Er komponierte eine Sinfonie und eine sinfonische Dichtung, zwei Orchestersuiten und eine Ballettsuite, drei Streichersuiten, eine Ouvertüre, ein Trompetenkonzert, zwei Rhapsodien für Violine und Orchester, kammermusikalische Werke, Kantaten, Chorwerke, Liederzyklen und Lieder.
Seine Tochter Marjana Lipovšek ist eine bekannte Opernsängerin.
| Personendaten    | Personendaten                              |
| ---------------- | ------------------------------------------ |
| NAME             | Lipovšek, Marijan                          |
| KURZBESCHREIBUNG | jugoslawischer bzw. slowenischer Komponist |
| GEBURTSDATUM     | 26. Januar 1910                            |
| GEBURTSORT       | Ljubljana                                  |
| STERBEDATUM      | 25. Dezember 1995                          |
| STERBEORT        | Ljubljana                                  |